# فريدريك شيلر لي
فريدريك شيلر لي (بالإنجليزية: Frederic Schiller Lee)‏ (1859-1939) عالم فيزيولوجي أمريكي قضى معظم حياته المهنية في كلية الطب والجراحين بـ جامعة كولومبيا.

## حياته وتعليمه
ولد لي في 16 يونيو 1859، في كانتون (نيويورك)، واحد من خمسة أطفال، والده القس جون ستيبينز لي وزوجته المينا. عمل لي الأكبر كرئيس أول لجامعة سانت لورانس، حصل فريدريك فيها على درجة البكالوريوس في عام 1878. تلقى فريدريك لي شهادة الدكتوراة من جامعة جونز هوبكينز في عام 1885 تحت إشراف نيويل مارتن.

## العمل الأكاديمي
بعد الانتهاء من الدكتوراه، سافر لي إلى ألمانيا للعمل في مختبر علم وظائف الأعضاء مع الباحث المتميز كارل لودفيغ في لايبزيغ لمدة عام، حيث وضع اهتماما في الآليات الفسيولوجية للتعب وفي الفيزيولوجيا الكهربائية. ثم عاد إلى الولايات المتحدة، أمضى سنة كمدرب لعلم الأحياء في سانت لورانس، ثم انتقل إلى التدريس في علم الأنسجة وعلم وظائف الأعضاء في كلية برين ماور. اُنتخب لي للجمعية الفسيولوجية الأمريكية في أول اجتماع للرابطة في عام 1888.
بدأ لي مسيرته المهنية في كولومبيا في عام 1891 كمظاهرة لجون غرين كورتيس، تم تكليفه بتطوير دورة مختبر عملي جديد في علم وظائف الأعضاء. أصبح لي أستاذا مساعدا في كولومبيا في عام 1895، وهو أستاذ في قسم علم وظائف الأعضاء في عام 1904، وأستاذ دالتون في علم وظائف الأعضاء في عام 1904. شغل منصب المدير التنفيذي لقسم علم وظائف الأعضاء من 1911 إلى 1920. تقاعد لي من كولومبيا، في عام 1938.
كان لي مشاركا عميقا في الجمعية الفسيولوجية الأمريكية طوال حياته المهنية، وقد لاحظ لي اهتمامه بتطبيق أبحاث علم وظائف الأعضاء على العمل المتصل بالحرب خلال الحرب العالمية الأولى؛ وقد شغل دور أخصائي فيزيولوجي استشاري في دائرة الصحة العامة بالولايات المتحدة في الفترة من 1917 إلى 1919 ومن كبار علماء الفسيولوجيا من 1919 إلى 1924. خلال الحرب، أشرف على دراسات فيزيولوجيا لإرهاق العمال (مما أدى إلى تجنيد ألبرت بيرد هاستينغز إلى كولومبيا)، ونشر هذا العمل في كتاب الآلة البشرية والكفاءة الصناعية في عام 1919.

## حياته الشخصية
قضى لي سنوات عديدة تعمل مع حوكمة الحديقة النباتية في نيويورك، حيث خدم 24 عاما في مجلس إدارته، وسنتين نائبا للرئيس، وأربع سنوات كرئيس له، وبدأت ولايته في عام 1923. وكان أيضا وصي على دار نشر جامعة كولومبيا وعمل كعضو في مجلس إدارة مصحة أريزونا. توفي لي في 14 ديسمبر 1939، بعد معاناة طويلة مع المرض.